# Вакалівщина
Вакалі́вщина — село в Україні, у Сумській міській громаді Сумського району Сумської області. Населення становить 71 особу. Колишній орган місцевого самоврядування — Битицька сільська рада.

## Географія
Село розташоване в балці Димів Яр. На відстані 1 км розташоване село Битиця. Селом протікає річка Безіменна з греблею. Село оточене великим лісовим масивом (сосна, дуб).
На північ від села розташована гідрологічна пам'ятка природи — «Джерело Вакалівське».

## Історія
12 червня 2020 року, відповідно до розпорядження Кабінету Міністрів України № 723-р «Про визначення адміністративних центрів та затвердження територій територіальних громад Сумської області», село увійшло до складу Сумської міської громади.
19 липня 2020 року, в результаті адміністративно-територіальної реформи та ліквідації Сумського району(1923—2020), увійшло до складу новоутвореного Сумського району.
11 серпня 2024 року село вчергове обстріляв агресор. Як повідомили в оперативному командуванні “Північ” зафіксовано 1 вибух, ймовірно КАБ.